# Łysa Góra (Góry Bardzkie)
Łysa Góra (598 m n.p.m.) – wzniesienie w południowo-zachodniej Polsce, w Sudetach Środkowych, w Grzbiecie Zachodnim Gór Bardzkich.

## Położenie i opis
Wzniesienie położone w północno-zachodniej części Gór Bardzkich, na północnym krańcu Grzbietu Zachodniego, który się tu kończy. Góruje nad Srebrną Przełęczą, przez którą Góry Bardzkie łączą się z Sowimi. 
Od Łysej Góry odchodzi ku wschodowi boczne ramię z Ostrogiem i Kapliczką.
W grzbiecie łączącym Łysą Górę z Wilczą Górę znajduje się odgałęzienie z Zajęcznikiem.
Wzniesienie zbudowane jest z dolnokarbońskich szarogłazów, zlepieńców i łupków ilastych struktury bardzkiej oraz brekcji.